# Storbränntjärnen, Västerbotten
Storbränntjärnen är en sjö i Skellefteå kommun i Västerbotten och ingår i Åbyälven-Byskeälvens kustområde.